# 不動産キャリアパーソン
不動産キャリアパーソン（ふどうさんキャリアパーソン）は、消費者を含めた不動産取引に関わる者全般に対する適正な取引知識の普及による安心安全な不動産取引の推進のために、公益社団法人全国宅地建物取引業協会連合会が実施する、主に不動産業者の営業社員を対象とした資格である。

## 概要
不動産キャリアパーソンは、実際の不動産取引で活かされる実務知識の修得に重点を置いた通信教育資格講座。物件調査をはじめ、取引実務において必須である基礎知識を、取引の流れに沿って体系的に学習し修得できる。通信教育で学習後は修了試験を受験するが、試験に合格した者は、全宅連へ資格登録申請を行うと、「消費者への適切な情報提供に資する者」の証明として不動産キャリアパーソン資格が全宅連から付与される。